# 小林よしのり
小林 よしのり（こばやし よしのり、本名：小林 善範（読み同じ）中国語: 小林善紀、1953年〈昭和28年〉8月31日 - ）は、日本の漫画家・評論家。「よしりん企画」社長、「ゴー宣道場」主宰者。血液型O型。

## 概要
福岡県筑紫郡大野町（現・大野城市）生まれ、福岡県福岡市出身。福岡大学人文学部フランス語学科卒業。1976年に『ああ勉強一直線』を投稿しデビュー。『東大一直線』『おぼっちゃまくん』などのヒット作を持つ。令和初期に『おぼっちゃまくん』が人気アニメとしてテレビ放送されているインドでも知名度が高い。1992年の『ゴーマニズム宣言』以降、ギャグ路線だけでなく政治思想路線や時事ネタなどの社会評論的な活動も行うようになり、また2002年から季刊誌『わしズム』責任編集長なども務める。設定の矛盾をものともしない展開と飛びぬけた発想を身上としている。これは「細かい設定にこだわっていると、結果として内容がつまらなくなる」との作者の考えのためであり、より良い設定を思いつけば、あえて過去の設定は切り捨てるという。

## 略歴

### 出生 （小林家）
1953年（昭和28年）に母方の寺院で二人兄妹の長男として生まれる。男系家系の小林家の父親は1927年（昭和2年）生まれ。祖先は土佐勤王党を弾圧した土佐藩士の小林伝七から続き、父は元日本兵で、昭和20年に赤紙によって徴兵されて沖縄県（沖縄戦）に行く予定であったが間に合わず、宮崎県で本土決戦に備えていた。小林の父は昭和20年代に復員した後に公務員（郵便局職員）として就職した。労働組合に加入して戦後期にマルクス主義者になっていた。戦後において父は昭和天皇のものまねを皇室冗談として好んでしていた。戦後の郵便局人間であり真面目な貯金主義の人物であった。
「母親は終戦当時12歳であった」との内容を本で記載していることから、母親は1932年（昭和7年）の8月16日 - 1933年（昭和8年）8月15日の間に生まれた昭和一桁世代の女性と推測される、真言宗（密教思想）寺院の娘。母方の曾祖父は明治時代の日清戦争及び日露戦争に従軍した近衛兵だった。女性の従兄弟や女性の親戚が多い女系尊重の家系である。理想主義の共産主義を支持する父親と現実主義の仏教を支持する母親の思想対立があった。1950年代以降に生まれたしらけ世代の人物であるが、同じ世代の人物と違う特異な人物と自覚している。
1990年代の平成初期に日本の差別問題を描いた本の『ゴーマニズム宣言 差別論スペシャル』の題材となった被差別部落民への部落差別問題を福岡の地域社会の中で見て育った。昭和戦後期に周囲で発言していた大人（左翼による戦前の大日本帝国の先祖や国防や愛国心への批判）や文化人を見て育った小林は、その周囲の異常な感覚に日ごろから違和感を持った。30歳頃には戦後の日本社会に違和感を持つ若手の漫画家となっていた。小林は戦後思想に真っ向から逆らう思想家として、団塊の世代とは異なる思想を持っている。『逆噴射家族』のアイドル歌手と女子プロレスラー両方志望の少女は、自身の妹がモデルである。
漫画の内容で「自分が30代になって愛する者が手術室に入っていった」「妻が婦人科系の病気で子供を出産できない身体になった」と語っており、小林には子供が一人もいない。また、小林の妻は小林と他の女性との交遊には寛容である。ただし、子供がいない要因としては、妻の不妊症以外に金銭の都合上もある。

### 幼少時代
幼少の頃から喘息を患い、ひどい時は気管が細くなり、腕立て伏せのポーズでないと息ができなかった。ガリガリにやせており、あだなは「もやし」「ガイコツ」「黄金バット」。両親は「あんたは大人になるまでに死ぬんだからね。保険金もかけてあるんだから」と言い、小林専用の離れ部屋を作るなど、突き放した態度を取っていた。自立心を養うためであったというが口実であり、当時はたびたび父親が近所の住民と麻雀をしており、その騒音に小林が激昂したために離れ部屋ができたとのことであった。
夏休みなど長期の休みには、地方で密教寺院の住職を務める母方の祖父の篠原龍照の寺に預けられた。祖父は僧侶ながら女性関係もあったなど、型破りな立ち振る舞いはあったものの、大東亜戦争中ニューギニア島へ派遣された際に、俳優の加東大介と共に現地で将兵向けの慰問芝居を行い、これが後年『南の島に雪が降る』として映画化されたことを誇りに思っており、小林もその自慢話をよく聞かされた。この寺で体験したことはその後『ゴー宣』を中心とする各所に影響を与えており、小林は自らのことを「不動明王の生まれ変わり」と称している（ただし、実際に文字通りに信じているのでなく、自身の精神力に関する比喩である）。
子供の頃は親の方針であまり物を買ってもらえず、その経験が物欲に対する執着心を弱めるに至ったと語る。長年にわたって自家用車を持たなかったのもその影響による。
小学校半ばの頃は、まだ体も弱かったがクラスメイトから親しまれ、級長を務めていた。しかし、担任の男性教師が当時は多く見かけられたスパルタ教師で（戦後軍人帰りの中年が、教職に多数復帰したのも理由）男女問わず殴っていた。小林はこの担任から、ホームルームなどの学級行事進行を手厳しく叩き込まれた。
精神薄弱気味でブタ鼻のクラスメートがおり、遠足の弁当の時間、同席させてもらえる仲間がいない時は、彼と笑い合って一緒にいた。
テレビ番組が子供文化にも入り込むと「忍者部隊月光」「宇宙大作戦」などを視聴した。子供の頃の憧れの人物は「宇宙家族ロビンソン」のドクター・スミスだと語っている。
小学6年生だった1964年にベトナム戦争が勃発し、小林は父の影響でしんぶん赤旗の記事をスクラップブックにして夏休みの宿題として提出。この戦争はアメリカ合衆国による侵略戦争であるとして批判していた。なお、この宿題は学校の自由研究のコンクールで佳作となり展示された。なお、しんぶん赤旗の記事を使用したことに関しては反共主義者であった母に叱られたという。
中学生の時に、クラスメートと3人で、手作りのマンガ雑誌「きまぐれ」を制作。

### 高校時代 - デビュー前
漫画家になるため受験勉強をしないで済む学校が最適であると判断して、福岡市立福岡商業高等学校（現福岡市立福翔高等学校）に在籍した。珠算、簿記、税務会計の授業がある地元の実業家の子弟が通う高校であった。併願で進学校にも合格したが、あえて商業高校へ入学した理由は「家から近い」「暇なので漫画が描ける」「学校の3分の2が女」「勉強する奴がいないから、少し勉強すれば優等生」であったという。商業関係の資格取得が卒業条件であったため、日商簿記検定2級および珠算3級の資格を1年次に取得して、後の高校生活はほぼギターを弾いて遊んで過ごしたとのこと。中学時代は坊主だった髪を伸ばすなど、しばしば生活指導の先生に叱られていた。同級生に甲斐よしひろがいた。
高校卒業後の希望は、上京して石ノ森章太郎の弟子になり漫画家修行をするつもりでいた。しかし、担任教師に「大学へ行って本を読め」と勧められ、福岡大学人文学部フランス語学科に入学。このときに受験勉強の準備に取り掛かったことが後に『東大一直線』を描くきっかけになったと述べている。フランス語の上級会話能力者でフランス語を専攻した動機は、大学へ進学するにしても自分には合わない商学部には進学したくなかったことや、当時はミッシェル・ポルナレフなどのフレンチ・ポップスが流行っていたことから、「フランス語でミッシェル・ポルナレフが歌えたらカッコいいし、女にモテるだろう」というものであった。フランス語学習の影響で、『いろはにほう作』の「ふまんたれぶー」や『茶魔』のカメ達の名前など、フランス語由来の名称・語句が多数使われている。また、フランスに旅行した際に、日本語しか話せない日本人観光客を無視し続ける現地の女性店員に、フランス語で話しかけたところ、非常に怪訝な目で見られたことがあるという。
大学時代、左翼活動に若干ながら関わったことがあった。しかし、日々の左翼活動の中で、勧誘活動で人々の反応がいまひとつであったり、宗教活動の勧誘のほうが信者をより多く集めているなど、当時の左翼活動が人々の支持を失っているという現実を目の当たりにし、違和感を募らせた結果「自分とは違う世界だ」と気づき、左翼活動の仲間と袂を分かち、独自の世界を作るべく、その後は「今これをやっておかなきゃ後悔する気がする」と、貧血になるほどに読書にのめり込んだり、アルバイトにも精を出した。
アルバイト先の喫茶店の常連客で、相撲の話が好きなヤクザの幹部と話を合わせねばならず、相撲のうんちくを本で必死に勉強したこともあった。建設業のバイト先の先輩と車に同乗した際に、併走している車に対し「おい！学生！文句言え！」などと理不尽な命令をされたり、探し物が見つからなかったことを弁解したら、「どこかにあるから探して来い！」などと怒鳴られたり理不尽な扱いを受けつつも、虚弱体質ゆえに肉体労働に向かず解雇寸前になった時、アルバイト先の先輩達が「いい奴だから雇い続けてくれ。その分は俺たちがカバーする」と雇い主に訴えたなどの逸話があり、その出来事の中で、仲間の優しさに触れたと同時に、自分の小ささを自覚せざるを得なかったと述懐している。
『戦争論2』では女性にもてる大学時代の親友が、小林が漫画家となりヒットした頃に、小林と深夜の時間に長電話して「また会おう」と言って切った後に、自殺したと語っている。

### 東大一直線とその後の苦闘
『東大一直線』の投稿から『東大快進撃』の終了までは『東大一直線』を参照。
当時は福岡で執筆活動を行っていたが、1982年に上京、信濃町に住む。どうせなら東京の真ん中に住もうと思ったが、どこが真ん中なのかわからず、ここがそうだろうと東宮御所のすぐそばに居を構えたものの、生活に不便が生じたため、その後すぐ引っ越したという逸話がある。『東大快進撃』終了後、『週刊ヤングジャンプ』当時副編集長の角南攻から、どんな作品を描いても大丈夫と太鼓判を押された小林は、ラブコメなどの軟弱化した若者に喝を与える「（誅）天罰研究会」を連載開始。これが連載第1回から、人気投票でグラビアページ以下の最下位を記録し、打ち切りとなる。その後、集英社との専属契約を終了。当時の作品は、『風雲わなげ野郎』『メンぱっちん』など。
この頃に、手塚治虫の手法として有名なスター・システムを、小林も一時的に使っており、その一例として『東大一直線』のチョンマゲ先生や『（誅）天罰研究会』の首長の竜などが挙げられる。小林が最も手を加えてやりたいと思っていたのは『東大一直線』の名脇役、多分田吾作で、『メンぱっちん』の敵役の他、主役とした読切「多分・ザ・ジゴロ」などを発表した。
後に多分を発展させたキャラクターで『ヤングジャンプ』に読切「布抜呆作伝」を掲載。さらに『週刊少年チャンピオン』にて『いろはにほう作』として連載を行い、単行本にして全9巻と『東大一直線』に次ぐ記録となる。

### おぼっちゃまくんで大ブレイク
『ほう作』終了と入れ替わりに1986年 『月刊コロコロコミック』で連載された「おぼっちゃまくん」が大ヒットとなり、これによって小林自身も大ブレイクする。「おぼっちゃまくん」は1989年からはテレビ朝日系でアニメ化され、人気番組になった。『コロコロ』編集部は『おぼっちゃまくん』以外の小林の漫画も求め、「いなか王兆作」の同時連載（『おぼっちゃまくん』後に連載を開始するも先に終了）、『救世主ラッキョウ』のリメイク、前述の『ほう作』の『コロコロ』における再録などが行われた。なお、小林は『救世主ラッキョウ』のリメイクについては「ちょっと"ヒネリ"が入りすぎてて、いまひとつ小さな子供にはピンとこなかったみたいやね」と『ゴーマンガ大事典』で語っている。
『おぼっちゃまくん』は1989年に第34回小学館漫画賞を受賞。授賞式で審査員から「下品だ」と批判発言をされたことに対して激怒した小林は、「こんな下品な漫画に賞をくれた審査員の度胸に感謝します」と、痛烈な皮肉を込めたコメントで反撃し、翌年以降の審査員が刷新される事態にまで発展。この顛末は当時『宝島』に連載していた「おこっちゃまくん」で描かれた。この一件が後に自身の漫画作品の作風を180度転換させる主因となった。
その頃より、時事論評を展開しつつ、漫画による時事論評という新しい手法が注目された。

### ゴーマニズム宣言で作風を180度転換
1992年にこれまでの小林の作品スタイルを180度転換して書き上げた自身第3のヒット作「ゴーマニズム宣言」を『SPA!』誌上で連載。そこから続く思想関連書で『わしズム』を創刊。
2006年、ストーリーギャグ漫画として「遅咲きじじい」を『ビッグコミック』にて連載開始する。これは小林の眼病罹患以降の心境の変化が大きいとされる。
2009年5月CRぱちんこおぼっちゃまくんを京楽産業から発売。
2018年から『小説幻冬』にて『新・おぼっちゃまくん』を連載した。2019年に単行本全2巻が出版され、2022年には合本して文庫本化された。

## 人物

### 愛称・通称
- かつて「小林先生」「よしのり」だったが、『おぼっちゃまくん』半ばから「よしりん」が登場した[要出典]。
- 一人称は「わし（儂）」。
- チャーリー小林、ともだちんこ。
- 「ゴー宣」読者の間、主に「ゴー宣道場」参加者の間で、Twitter及び小林よしのりライジングコメント欄上で「小林よしのりさんを何と呼ぶか」の投票が行われた。投票者56人のうち32人が「よしりん先生」と回答。

### 漫画
- 元々『サザエさん』の様な誰でも親しめるファミリーな漫画を目指していたが、賛否両論が激しい漫画家になった。
- 漫画そのものに対する侮辱、漫画家であることをもって批判することに対しては、激しく怒る。先述の授賞式での一件や後述する西部邁との一件もそこから勃発した。当初は『ゴー宣』の作中で「権威主義に負けるな」と漫画を低く見ることを批判していたが、その後に西部の発言に一定の理解を示し、漫画はあくまでもサブカルチャーと考え、サブカルチャーに過ぎない漫画が日本で各世代から幅広く支持され、また日本の文化の担い手的立場を求められていることを批判し、その原因がメインカルチャーである文学などが堕落していることにあるとして、「自分のような漫画家に、知識人が負けてはならないのだ」と主張している。
- これを『新ゴー宣』1巻で主張するに先立ち、1995年7月放送の討論番組「朝まで生テレビ!」にて、小林は西部と同席し、西部の主張に同意する形で、「朝生で、西部さんが電車の中で漫画を読んではいけないと言ったが、昔なら凄く怒っていたが、今は駄目だと思うようになった」と主張した。番組では宮台真司や大島渚らから反論を受け、大島からは「メイン、サブと、カルチャーの高さを分ける事に意味はないよ」という趣旨の批判を受け、観覧からも、西部を批判していた頃の『ゴーマニズム宣言』を礼賛しながら、同様の意味の批判を受けた。

### 趣味・好きなもの
AKB48
小林は無類のAKB48ファンだったが、2016年5月1日に「わしはもうヲタではない」とするエントリを投稿、“ヲタ卒”を宣言した。かつての主な推しメンとして、大島優子、市川美織、渡辺麻友、NMB48の渡辺美優紀、HKT48の村重杏奈を挙げる一方、小林はHKT48の指原莉乃のアンチであると公言していたため、今後はNMB48を応援していくことを自身のブログで宣言した。かつて『ゴー宣』内で秋元康を批判したこともあったが、現在は考えを改めている。
峯岸みなみの丸刈り謝罪が世界各国で冷ややかに報道される中、「退屈な『良識派』どもの、クソつまらんバッシングなど、全部わしが引き受けてやる」と述べ、自分が全てを引き受けると宣言している。前述の『アウト×デラックス』で「大島優子とやりたい」と発言したが、小林は翌日のブログでこれを否定した。これに対して大島は大喜びし、後に日本武道館で会った際に大島は小林に、「私はあの発言、嬉しかったですよ」と対応した。
プロレス
有名な趣味で、締切前に仕事を急いで仕上げ、観戦に行く時間をわざわざ作る程である。観戦専門としており、自らやることはしない。「暴力への憧れがあるのかも知れない」と語っており、これまでの小林の作品やギャグにもプロレスや格闘技をモチーフにしたものが多い。国内プロレスではアントニオ猪木派で選挙で猪木に投票したり、その後の猪木の体たらくを見て逆に投票しなかったこともある。また『ほう作』のおまけのページでは、「現在長州力にお熱をあげててリングサイドで作戦を授けるのが夢」という発言もあり、『茶魔』の作中では長州をもじった「酋長力」なるプロレスラーが登場している。他に障害者プロレスを世に広めたのも『ゴー宣』の功績の一つで、障害者プロレスで挨拶をしたこともある。
歌謡曲・カラオケ
赤ん坊の頃から歌謡曲を聴いて育ち、現在に至るまでほとんどの流行曲を把握、「ヒットするかの許可をわしが審査している」と語る程の歌謡曲通である。取材に来たマスコミが「よしりん企画の入社試験には、カラオケがあるんですか?」と、スタッフに聞いた程のカラオケ上手で、専用のマイクを持っている者もいる。古くはピンク・レディー、沢田研二、庄野真代、柏原芳恵などを『東大一直線』に登場させていた。特に演歌が好きで、中でも藤あや子（男なら冠二郎）の大ファン。『ゴー宣』にも藤を登場させた回が二度も存在し、藤との面会も実現している。
映画鑑賞
 漫画家にならなければ映画監督になっていたと語っており、『スター・ウォーズ』『未知との遭遇』が公開された時は早くに鑑賞した。当時の作品にはパロディ的表現が多数ある。
- 『生命いつまでも』（1980年）…自主映画化。
- 『中洲界隈天罰研究会』（1981年）…自主映画化。
- 『逆噴射家族』（1984年）…没になった漫画のアイデアが脚本になった。

### 生活・健康
- 喘息は「大学時代に若干再発したものの、いつの間にか治っており、漫画家デビューしたら他人より強靭になってしまった」との事であるが、2006年1月に死去した郵便職員の父が、その数年前から再び喘息を患うようになっていたのを見て「年を取ったら再発するかも」とも語っている[注釈 1]。
- ペン等細長い物を持つ場合、通常は人差し指と中指の間で挟むが、小林は人差し指と親指の間で挟む。このため人差し指と親指の間にペンだこが6つもあり「日本一多くのペンだこを持つ漫画家」と自称する。風変わりなペンだこは、自らをモデルにした漫画家・小林やしゃのりが主人公の『夜叉』にも登場したことがある。
- 生活サイクルは「2日間起きて6時間寝る」と『おぼっちゃまくん』時代のアシスタントが語り、本人も長らく夜型生活であると語っていたが、視力回復手術を行った後は朝型生活に変わったと語る。
- 歴代秘書曰く、「潔癖症レベルの清潔好き」。自宅以外のトイレには行きたくないがために、外での水分摂取を極度に避けていた時期もあった（現在は医師に水分の不足を指摘され、積極的に摂っている）。また、バスタオルが敷かれた椅子（通称「タオルイス」）を愛用している。
- 2005年秋に白内障のため視力が著しく悪化した事により手術を行い、『新ゴー宣』を休載する。旧『ゴー宣』時代、『噂の真相』の記事が引き金となって、当時の秘書である末永直海が退職したショックで原稿を落として以来の休載となった。視力は回復したものの、「眼圧が強すぎる」との理由で翌週も休載[注釈 2]。
- 2025年8月13日、脳梗塞を患っていることを公表。「左半身に痺れ、脳検査で脳内に血栓があちこちあるということで入院」と明らかにした[29]。

### 討論番組
- 小林はイラク戦争 に反対の立場ゆえに、他の反対派と同じサイドの席を指定されたことがある。
- 日本国憲法第9条護憲に関して「本当に、日米安保も自衛隊もなくして、丸裸の状態になり、それでもやっていく覚悟があるのか。あるのならわしはそれに賛同しますよ？」「命が大事なら、ガンジー主義はできませんよ？」と発言し、その覚悟がないなら改憲すべきと主張した。

## 主張
- 保守主義者を自認しており[30]、大東亜戦争肯定論と反米主義を明確に打ち出し、「大東亜戦争は自衛戦争であり、日本はアジア諸国として初めて白人による植民地体制に全面的に戦いを挑んだものである」という見解を示している[30][31]。
- 自身の政治スタンスとしては「わしは『公』を守るのであって、『権力』は守らない、『権力』を守るなんてダサい」としており、「わしは、自民党が政権取ろうが、野党が政権取ろうが、『公』からズレたら批判する」と述べている。また、安倍政権については「今の『体制』は戦後レジームであって、安倍首相が『戦後レジームからの脱却』をやるなら、『権力』と『公』が重なってるから応援したっていいが、実際は『戦後レジームの補強』じゃないか！戦後レジームは『公』でもないし、『体制』そのものじゃないか」と批判している[32]。
- 皇位継承問題については女系天皇を容認し、男系維持論者を批判して旧皇族皇籍取得論に反対している。男系維持論者・支持者に対しては「男系絶対主義者」後には「男系固執主義者」とし、また男系論者を「皇室論の専門家ではない」と断じている。
- 統一教会に批判的なスタンスを取る。有田芳生との共著「統一協会問題の闇」で岸信介・安倍晋太郎・安倍晋三と三代続く政界との関係を指摘する[33]。
- 親米保守を「親米ポチ」と呼んでいる[34]。
- 安倍晋三の米議会演説に、「アメリカに媚びたその自虐史観にムカムカした」「安倍首相が靖国参拝をしても、わしはアメリカのポチに成り下がった奴が、英霊を愚弄するんじゃないと怒るしかない」と発言している[35]。
- 改憲論者でありながらも、「憲法9条は100％信じてないが、集団的自衛権を行使容認する安保法案は100％憲法違反である」「『立憲主義』は守らねばならない」として、日米安全保障条約を強化する平和安全法制（安保法制）は「従米法案」であるとの観点から反対の意を表している[36][37]。
- 平和安全法制（安保法制）の呼称について、「『戦争法案』はレッテル貼りだと言うが、お世辞にも『平和安全法案』なんて言えない」「同盟国の戦争の後方支援として、武器弾薬人員を供給する兵站の役目を担うのなら、完全に『戦争法案』である。野党は堂々と『戦争法案』という言葉を多用すべきである」と発言している[38]。
- 1996年8月、『SAPIO』連載の「新・ゴーマニズム宣言」で、元従軍慰安婦の証言やメディアの報道内容に疑問を提起[39]。同年12月2日、藤岡信勝、西尾幹二らが中心となって「新しい歴史教科書をつくる会」（略称：つくる会）の結成記者会見が開かれる。西尾は「この度、検定を通過した7社の中学教科書は、証拠不十分のまま従軍慰安婦の強制連行説をいっせいに採用した。安易な自己悪逆史観のたどりついた一つの帰結だ」との声明を発表。声明文には藤岡、西尾、小林、坂本多加雄、高橋史朗、深田祐介、山本夏彦、阿川佐和子、林真理子の計9人が呼びかけ人として名を連ねた[40][41][42]。1月21日、小林ら「つくる会」のメンバー7人は小杉隆文部大臣に面会し、教科書の慰安婦関連の記述は検定基準に違反しているとして、削除を要求した[43]。
- しばしば「ネトウヨの生みの親」と指摘されるものの、小林はネトウヨを嫌っており、「ネトウヨは『戦争論』の副作用である」「隣の国の悪口で自我を肥大させ尊大になっている日本人なんて美意識のカケラもない」と強く批判している[44]。 フジテレビ抗議デモについては、「ネトウヨ系のヤツは、強硬なことを言っておけば保守なんだ、愛国者なんだと思っている」「しかも、君たち年収200万円以下の下層でしょ？・・・それでいいわけ？」「自分の立場に対して満足してないって、そこをちゃんと怒れよって言いたくなるよね」などと非難した[45]。また、2012年12月27日の朝日新聞朝刊で、自身の著作『おぼっちゃまくん』を使った安倍総理大臣への辛辣な風刺イラストと共に、「安倍晋三首相と、いわゆる『ネット右翼』は共生関係にある」と指摘した[46]。
- SEALDsについては、「シールズとかいう若者に好感」とするエントリをブログに投稿[47]し、メンバーの奥田愛基とも対談した[48]ものの、「オシャレなデモ？『民主主義とは何だ？』クソくらえだ！[注釈 3]」と批判した[49]。また、茂木健一郎との対談の中で「九条護持といった瞬間、日米安全保障条約賛成といったのと一緒になってしまうから、どうしても矛盾が生じてしまう。SEALDsの子たちには、そういうことをもっと勉強してほしいんだよ」と述べている[50]。
- 日本人の爆買い中国人観光客を歓迎する姿勢については「外国人観光客が来るのが何でそんなにいいのだろう？観光客の爆買いなんか当てにして経済回そうなんて姑息すぎる」「最近はわしの街の近辺まで、中国人がウロウロしだして、げんなりする。誰もが排外主義だと思われたくなくて、ヒューマニストを気取り、爆買いが嬉しいなあと、商売人でもないくせに歓迎するふりをしているが、本気なのか？」「わしは外国人観光客を呼ぶのを国策にするのを止めてほしい。特に中国人は目障りだ」と批判している[51]。
- 杉田水脈のLGBTに対する「生産性がない」発言については、子供を産まないと生産性がないなら「安倍首相も生産性がないことになる。杉田水脈は安倍首相に向かって『あんたは生産性がない』と直言すべきだ」と指摘。また、「杉田水脈は国民の税金で食っていく身でありながら、差別しか政治的目標のない非生産的な国会議員」と批判した[52]。また、LGBTについては「同性愛は趣味の問題ではなく、先天的な脳の問題であり、本人の意識では、どうにもならない」「生物学的に全くやむを得ない、先天的な脳内の問題であり、それを差別したり、偏見を持ったり、その人たちが普通に抱く感情を、不道徳だと言うことはできない」「LGBTに対する差別や偏見はいけないということについては、保守もリベラルもない」としている[53]。
- 戦時中に国民学校 に通っており、軍国主義教育を受けた世代を『少国民 世代』と呼んでいる[54]。
- 霊、超能力、UFOなどのオカルトについては、いわゆる「自分の目で見たものしか信じられない」否定派。存在を信用しないと言うより「科学を使って理論的に（存在しない事を）解明しろ」とする主張である。特にオカルト研究家として有名になった、つのだじろうについては「本業の漫画がさっぱり売れなくなったもんだから、今やってるオカルトはほとんどギャグにしかならない」と強く攻撃、オカルトを皮肉った『うしろの中岡くん』（つのだじろうの『うしろの百太郎』と、心霊写真鑑定家の中岡俊哉 のもじり）なる読切漫画を発表した。以前は大槻義彦のファンと称していたが[55]、その後は「大槻教授も回答を出していないのが欠点だ」と語った。しかし小林自身は前述の密教寺に泊まった際霊らしき体験をしてたとして『ゴー宣』で完全に割り切れていないオチをつけている。
- 『ゴー宣・暫1』第三幕・第二場「ブックオフは文化破壊だ!」では、ブックオフは新しく見える「古本」を余りに早い時期に並べ、新刊本の販売量＝製作者への報酬を減らすとして「漫画家は原稿料だけでは確実に赤字!単行本が売れて初めて給料を払い、経費を払い、収益がやっと出る!」（p.143）と、日本の漫画産業を成り立たせたシステムを破壊すると批判し、「モノには「適正価格」というものがある!」（p.146）と主張した。同時に再販制度および委託制度を擁護をしている。
- 中沢新一と福岡で一緒に講演をした際、中沢が坂本弁護士一家殺害事件に関し「創価学会をはじめとする宗教団体に調査した結果、どこの宗教もオウムの仕業じゃないといった。別の組織によって八丈島へ連れて行かれ、埋められた」と聴衆に向かって発言したが、講演後に新聞記者にそのことについて聞かれて「嘘に決まってるじゃない」と一言。「自分の立場を有利に進めていくためには、どんなことでも言ってしまうわけよ。あの人は学会の植木等だよ、あのくらい調子よけりゃ、許せる部分もあるけどね」と発言[56]。
- 選択的夫婦別姓制度導入に関連して、少子化対策の面から「事実婚こそ日本の伝統」と肯定的[57]。一方で「最高裁が『夫婦同姓』は合憲とした。「わしは別にこの憲法判断に異議はない。結婚前の『氏』が便利なら通称を用いればいいだけだ」とも語っている[58]。
- 共謀罪については、衆議院法務委員会に民進党の推薦を受け、参考人として出席し、「共謀罪の非常に危険なところというのは、物言う市民が萎縮してしまって、民主主義が健全に成り立たなくなるんじゃないか」と法制化に懸念を示した[59][60]。
- 「山尾志桜里を首相にする会」の代表を務め、山尾が不倫疑惑で民進党を離党した際には民進党を強く批判し、山尾の「離党会見」を高く評価した[61]。
- 日本国内のコロナの流行を第一の権力と化したマスメディアが不安を煽ったことによるインフォデミックとしている[62]。また、コロナ禍での緊急事態宣言の発令を憲法違反としている[63]。
  - 自身は2回コロナにかかったものの、薬を飲むことなく自己免疫で治したという[64][注釈 4]。
- 陰謀論を嫌悪しており、正確な情報を取り入れるために本を読んで勉強するのを欠かさないという[66]。

## 著作・関連書籍

### 連載作品
- 東大一直線（週刊少年ジャンプ、1976年28号-1979年46号）
  - 東大快進撃（週刊ヤングジャンプ、1980年7号-1981年25号）
- 救世主ラッキョウ（月刊少年ジャンプ、1978年4月号-1979年8月号）
- 世紀末研究所（週刊ヤングジャンプ、1979年創刊号-1980年4月号）
- 格闘お遊戯（月刊少年ジャンプ、1979年9月号-1981年3月号）
- ジューシィガンコ（月刊少年ジャンプ、1981年4月号-7月号）
- （誅）天罰研究会（週刊ヤングジャンプ、1981年37号-1982年3・4合併号）
- 風雲わなげ野郎（週刊少年キング、1982年13号-22号）
- 異能戦士（週刊少年マガジン、1982年37号・1983年52号・1984年3・4合併号-33号）
- タコちゃん ザ・グレート（月刊ジャストコミック、1983年1月号-1984年5月号）
- メンぱっちん（週刊少年マガジン、1983年6号-35号）
- 角栄生きる（コミック・ノストラダムス、1983年10月号-1985年10月号）
- ときめきの蛮人（月刊コミック・バンバン、1983年）[67]
- 青年ジェット（月刊コミック・バンバン、1984年1月30日号-6月30日号）
- おーっと、フル・タッチ!（月刊ジャストコミック、1984年5月号-12月号） - 作：古舘伊知郎、画：第一部のみ小林、第二部は国友やすゆき
- いろはにほう作（週刊少年チャンピオン、1984年36号-1986年24号）
- おぼっちゃまくん（月刊コロコロコミック、1986年5月号-1994年9月号）
- タコちゃん ザ・グレーテスト（月刊少年チャンピオン、1986年9月号-1987年5月号）
- ろまんちっく牛之介（週刊少年チャンピオン、1986年28号-1987年1・2合併号）
- 忠牛ばっふぁ郎（週刊少年チャンピオン、1987年20号-49号）
- 突撃!!(偏)（へんさち）BOYS（週刊ヤングジャンプ、1987年52号-1988年）
- 厳格に訊け!（週刊ヤングサンデー、1988年10号-1989年18号）
- おこっちゃまくん（月刊宝島、1989年2月号-1991年7月24日号）
  - おこっちゃまくん（月刊コロコロコミック、1991年10月号-1994年5月号）
- 最終フェイス（週刊ヤングサンデー、1989年23号-1991年8号）
- どとーの愛（隔週刊スーパージャンプ、1992年4号-18号）
- ゴーマニズム宣言（週刊SPA!、1992年1月22日号-1995年8月2日号）
  - 新・ゴーマニズム宣言（SAPIO、1995年9月27日号-2007年）
  - ゴーマニズム外伝（月刊Views、1996年1月号-4月号・7月号）
  - ゴー宣・暫（2007年- ）
  - 世論という悪夢（わしズム2006年冬号-2009年冬号連載のコラム「天籟」と描き下ろしを収録、本の帯・そでに活字版ゴーマニズム宣言と記載されている）
  - ゴーマニズム宣言PREMIUM 修身論（過去のゴーマニズム宣言シリーズの単行本よりテーマに合わせて抜き出し、加筆訂正のうえ転載したもの）
  - ゴーマニズム宣言NEO
  - ゴーマニズム宣言EXTRA
  - ゴーマニズム宣言 2nd Season（週刊SPA!、2018年4月-）
  - コロナ論総括編
  - ゴーマニズム宣言SPECIAL 愛子天皇論
  - ゴーマニズム宣言SPECIAL　ウクライナ戦争論
- いなか王兆作（月刊コロコロコミック、1992年4月号・8月号-1993年1月号）
- よしりんぞーん（週刊少年サンデー、1993年7号・12号・17号）
- ザ・カリスマンガ 聖人列伝（月刊PANjA、1994年7月号-1995年2月号）
- ザ・よしりん仮面（週刊金曜日、1995年4月7日号-4月28日号）
- 私たち普通の日本人（週刊ヤングマガジン、1995年38号・41号-43号・46号-1996年6号） - 隔週連載
- よしりん昔話（月刊宝島30、1996年4月号-5月号）
- 次元冒険記（週刊ヤングマガジン、1996年16号-38号） - 隔週連載
- 夫婦の絆（わしズム、2002年-2025年）
- 遅咲きじじい（ビッグコミック、2006年-2008年）
- 卑怯者の島
- よしりん辻説法（FLASH）
- よしりん辻説法　恋愛論
- 新・おぼっちゃまくん（小説幻冬、2018年-2020年）

### 読み切り・描き下ろし
- ザ・樹海
- ゴーマニズム宣言 差別論スペシャル
- 新・ゴーマニズム宣言スペシャル脱正義論
- 新・ゴーマニズム宣言SPECIAL 戦争論
- 新・ゴーマニズム宣言SPECIAL 「個と公」論
- 新ゴーマニズム宣言スペシャル・台湾論
- 新ゴーマニズム宣言スペシャル・沖縄論
- 新ゴーマニズム宣言スペシャル・靖国論
- 目の玉日記
- ゴーマニズム宣言スペシャル・パール真論
- ゴーマニズム宣言SPECIAL よしりん戦記
- ゴーマニズム宣言スペシャル・天皇論
  - ゴーマニズム宣言スペシャル・天皇論追撃篇
  - ゴーマニズム宣言スペシャル・天皇論 平成29年
- ゴーマニズム宣言スペシャル・昭和天皇論
- ゴーマニズム宣言SPECIAL 新天皇論
- ゴーマニズム宣言スペシャル・国防論
- ゴーマニズム宣言スペシャル・反TPP論
- ゴーマニズム宣言SPECIAL 大東亜論
- ゴーマニズム宣言スペシャル・脱原発論
- ゴーマニズム宣言スペシャル AKB48論
- ゴーマニズム宣言ライジング ニセモノ政治家の見分け方
- ゴーマニズム宣言ライジング 開戦前夜
- 女性天皇の時代
- 保守も知らない靖国神社
- ゴーマニズム宣言SPECIAL 新戦争論
- 9条は戦争条項になった
- ゴーマニズム宣言SPECIAL 民主主義という病い
- ゴーマニズム戦歴
- ゴーマニズム宣言外伝「女について」
- 素晴らしき哉、常識！
- ゴーマニズム宣言SPECIAL 新・堕落論
- 慰安婦
- ゴーマニズム宣言SPECIAL コロナ論
- ゴーマニズム宣言SPECIAL ウクライナ戦争論
- ゴーマニズム宣言SPECIAL 愛子天皇論
- よしりん御伽草子
- 原発はヤバイ、核兵器は安全
- ゴーマニズム宣言SPECIAL 日本人論

### 対談、共著
- 『知のハルマゲドン―ゴー宣・サリン・パープリン』 小林よしのり、浅羽通明（1995年） ISBN 4198603146
- 『ゴーマニズム思想講座 正義・戦争・国家論―自分と社会をつなぐ回路』 竹田青嗣、橋爪大三郎、小林よしのり（1997年） ISBN 4770501587
- 『教科書が教えかねない自虐』 小林よしのり、竹内義和、日本の戦争冤罪研究センター（1997年） ISBN 4821105527
- 『歴史教科書との15年戦争―「侵略・進出」から「慰安婦」問題まで』 西尾幹二、藤岡信勝、小林よしのり、高橋史朗（1997年） ISBN 4569557651
- 『朝日新聞の正義―逆説の新ゴーマニズム宣言』 小林よしのり、井沢元彦（1997年） ISBN 4093895414
- 『知のハルマゲドン』 小林よしのり、浅羽通明（1998年） ISBN 487728561X
- 『新しい歴史教科書を「つくる会」という運動がある』 小林よしのり、新しい歴史教科書をつくる会（1999年） ISBN 4594026052
- 『戦争論争戦―小林よしのりVS.田原総一朗』 小林よしのり、田原総一朗（1999年） ISBN 4821106493
- 『子どもは待ってる!親の出番』 金美齢、高橋史朗、小林よしのり、濤川栄太（1999年） ISBN 4900682373
- 『国家と戦争―徹底討議』 小林よしのり、西部邁、佐伯啓思、福田和也（1999年） ISBN 4870313715
- 『自虐でやんす。』 小林よしのり、竹内義和、日本の戦争冤罪研究センター（1999年） ISBN 4877287655
  - 『教科書が教えかねない自虐』改題版。タイトルの文字の配置にお遊びがしてあり、『自虐ですやん。』（関西弁で「（その内容は）自虐じゃないですか」）とも読める。
- 『入国拒否―『台湾論』はなぜ焼かれたか』 小林よしのり、金美齢（2001年） ISBN 4344000951
- 『李登輝学校の教え』 李登輝、小林よしのり（2001年） ISBN 4093890528
- 『愛国対論』 渡部昇一、小林よしのり（2002年） ISBN 4569620647
- 『反米という作法』 西部邁、小林よしのり（2002年） ISBN 4093890536
- 『アホ腰抜けビョーキの親米保守』 小林よしのり、西部邁（2003年） ISBN 4870315645
- 『新ゴーマニズム宣言SPECIAL 個と公論』
- 『日本人なら知っておきたい靖國問題』小林よしのり、高森明勅、大原康男、小堀桂一郎、中西輝政、西尾幹二、百地章、長谷川三千子（2007年6月） ISBN 4792604028
- 『誇りある沖縄へ』企画・編著：小林よしのり、著：宮城能彦、高里洋介、砥板芳行（2008年6月） ISBN 9784093877923
- 『日本人よ、もっと悪人になりなさい』上坂冬子、小林よしのり（2009年6月） ISBN 9784898316047
- 『日本を貶めた10人の売国政治家』小林よしのり編、副島隆彦、大原康男、田久保忠衛、堀辺正史、西尾幹二、関岡英之、潮匡人、古谷野敦、勝谷誠彦、木村三浩、宮城能彦、長谷川三千子、高森明勅、宮台真司、高山正之、八木秀次、富岡幸一郎、業田良家、西村幸祐（2009年7月） ISBN 9784344981300
- 『希望の国・日本 九人の政治家と真剣勝負』小林よしのり（2010年4月28日）飛鳥新社 ISBN 4870319977
- 『国民の遺書「泣かずにほめて下さい」靖国の言乃葉100選』小林よしのり責任編集（2010年7月16日）産経新聞出版発行/日本工業新聞社発売 ISBN 978-4-8191-1107-2
- 『新日本人に訊け!―ゴーマニズム対論集』小林よしのり、石平、呉善花、鄭大均、ペマ・ギャルポ、ビル・トッテン、金美齢（2011年5月）飛鳥新社 ISBN 978-4-86410-084-7
  - 日本に帰化した「親日」の元外国人たちとの対談集。
- 『はじめての支那論 中華思想の正体と日本の覚悟』小林よしのり、有本香（2011年7月27日）幻冬舎新書 ISBN 978-4-344-98225-3
- 『私と宗教』渡邊直樹編、高村薫、小林よしのり、小川洋子、立花隆、荒木経惟、高橋恵子、龍村仁、細江英公、想田和弘、水木しげる（2011年、10月）平凡社新書 ISBN 978-4-582-85608-8
- 『AKB48白熱論争』小林よしのり、宇野常寛、中森明夫、濱野智史（2012年8月27日）幻冬舎新書
- 『ナショナリズムの現在―〈ネトウヨ〉化する日本と東アジアの未来』宇野常寛、萱野稔人、小林よしのり、朴順梨、與那覇潤（2014年12月12日）朝日新聞出版
- 『戦争する国の道徳 安保・沖縄・福島』小林よしのり、宮台真司、東浩紀（2015年10月15日）幻冬舎新書
- 『孤独を貫け』小林よしのり、清水克衛（2016年5月15日）イースト・プレス
- 『ザ・議論！～「リベラルVS保守」究極対決～』小林よしのり、井上達夫（2016年11月11日）毎日新聞出版
- 『日本人なら知っておきたい天皇論』小林よしのり、田原総一朗（2017年10月）ソフトバンク新書
- 『ゴー宣〈憲法〉道場①白帯』小林よしのり、井上達夫、山尾志桜里、駒村圭吾、曽我部真裕（2018年4月）毎日新聞出版
- 『ゴー宣〈憲法〉道場②黒帯』小林よしのり、井上達夫、山尾志桜里、枝野幸男、伊勢崎賢治、山元一、井上武史（2018年10月）毎日新聞出版
- 『天皇論『日米激突』』小林よしのり、ケネス・ルオフ（2019年10月）小学舘
- 『新型コロナ-専門家を問い質す』小林よしのり、泉美木蘭（2020年11月）光文社
- 『コロナ脳 日本人はデマに殺される』小林よしのり、宮沢孝幸（2021年4月）小学館
- 『コロナとワクチンの全貌』小林よしのり、井上正康（2021年9月）小学館
- 『統一協会問題の闇 国家を蝕んでいたカルトの正体』小林よしのり、有田芳生（2023年3月）扶桑社

### 関連本
- 呉智英編『ゴーマニズムとは何か! 小林よしのり論序説…』 （1995年 出帆新社）
- 『ゴ-宣レター集 ゴーマニスト大パーティー』既刊3巻 （1996年 - 1997年 ポット出版）

### 批判本
- ロフトブックス編『教科書が教えない小林よしのり』（1997年11月 ロフトブックス）ISBN 4795200696
- 『君たちは戦争で死ねるか-小林よしのり『戦争論』批判』（1999年 大月書店）ISBN 4272520563
- 『“小林よしのり『台湾論』”を超えて―台湾への新しい視座』 東アジア文史哲ネットワーク（2001年 作品社）ISBN 4878933895
- 吉本隆明『「超」戦争論 上』（2002年10月 アスコム）小林よしのり「戦争論2」を批判する
- 上杉聰『脱ゴーマニズム宣言-小林よしのり「慰安婦問題」』（2002年 東方出版）
- 『トンデモ本の世界R』、と学会（編）、太田出版、2001年10月、ISBN 4-87233-608-9：『戦争論』をトンデモ本として認定。
- 目取真俊『沖縄・地を読む 時を見る』世織書房（2006年11月）ISBN 978-4-902163-26-1 『ゴーマニズム宣言スペシャル沖縄論』の盗作問題を指摘。

### キャラクターデザイン
- スーパーファミコン『ライブ・ア・ライブ』（1994年、スクウェア）原始編のキャラクターデザイン